# Aeroportul Gode
Aeroportul Gode (IATA: GDE, ICAO: HAGO) este un aeroport din Etiopia ce deservește zona Gode. A fost deschis în 1965 și numit după zona deservită.
Situat la o altitudine de 254 m, aeroportul dispune de o singură pistă.